# Région économique de l'Oural
Pour les articles homonymes, voir Oural (homonymie).

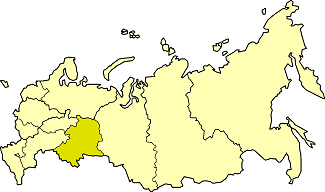
Région économique de l'Oural sur la carte de la Russie.

La région économique de l'Oural (en russe : Ура́льский экономи́ческий райо́н, Uralski ekonomitcheski raïon) est l'une des douze régions économiques de Russie.

## Caractéristiques générales[1]
- Surface : 824 000 km2
- Population : 20 436 000 hab.
- Densité : 25 hab./km2
- Urbanisation : 74 % de la population est urbaine

## Composition
La région économique de l'Oural est composée des sujets fédéraux suivants :
- République de Bachkirie
- Oblast de Tcheliabinsk
- Oblast de Kourgan
- Oblast d'Orenbourg
- Kraï de Perm
- Oblast de Sverdlovsk
- République d'Oudmourtie